# Wilhelm z Rožemberku

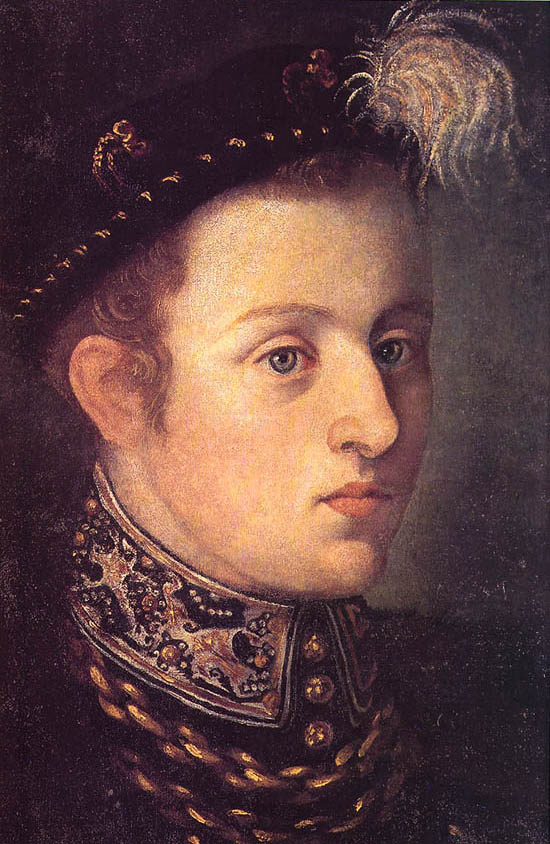
Wilhelm z Rožemberku w młodości

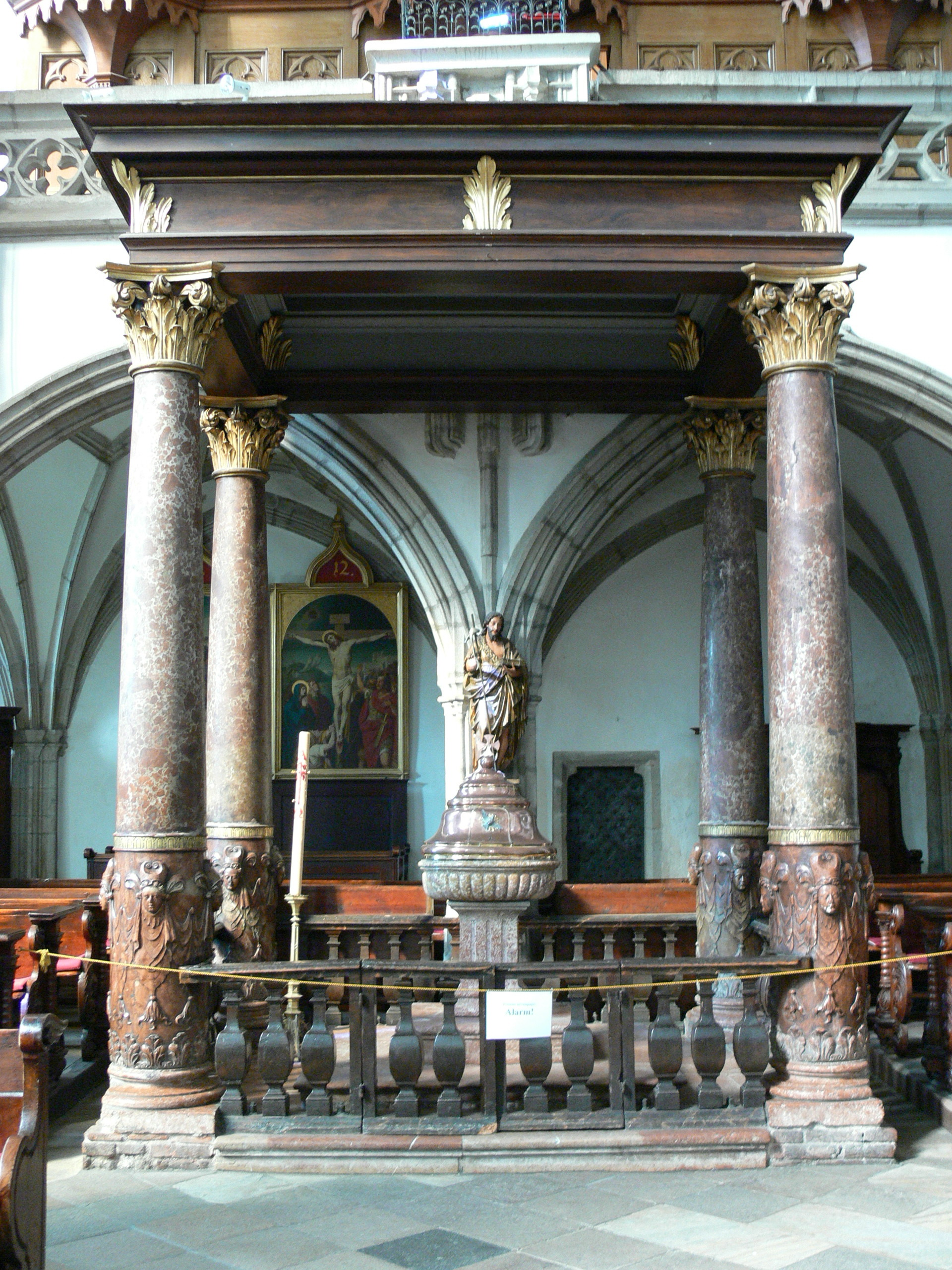
Mauzoleum Wilhelma z Rožemberku w kościele św. Wita w Czeskim Krumlowie

Wilhelm z Rožemberku (cz. Vilém z Rožmberka, niem. Wilhelm von Rosenberg) (ur. 10 marca 1535 na zamku Schützendorf, zm. 31 sierpnia 1592 w Pradze) – burgrabia praski i wielki szambelan Królestwa Czech.

## Życiorys

### Młodość
Był Czechem, poddanym dynastii Habsburgów. Pochodził z magnackiej rodziny Rožemberków, która posiadała rozległe dobra ziemskie w Królestwie Czech.
Wcześnie osierocony przez ojca, w wieku kilku lat znalazł się pod opieką stryja, Piotra V z Rožemberku. Kształcił się w prywatnym gimnazjum protestanckim w Mladej Boleslavi oraz w katolickim kolegium w Pasawie. W 1551 roku został uznany za pełnoletniego przez króla czeskiego Ferdynanda I i stał się właścicielem dominium Rožemberków. W tym samym czasie rozpoczął karierę na dworze Habsburgów.

### Polityk i dyplomata
Doświadczenie zdobywał, towarzysząc dworowi cesarskiemu w podróży do Włoch. W latach 1552–1566 uczestniczył w życiu politycznym Czech, stając się jedną z najważniejszych osób w państwie. W 1566 roku został mianowany dowódcą armii czeskiej w wojnie przeciwko Imperium Osmańskiemu. W 1570 roku otrzymał najwyższe urzędy w Królestwie Czech i stał się jedną z głównych osobistości dworu cesarskiego. Uczestniczył w życiu dyplomatycznym Europy. Kilkakrotnie przebywał z misją w Niemczech. W imieniu Habsburgów brał udział w organizowaniu Świętej Ligi.
Od 1572 roku wielokrotnie odwiedzał Rzeczpospolitą po śmierci Zygmunta II Augusta. Jako poseł cesarski prowadził misję dyplomatyczną, mającą na celu zjednać polską i litewską szlachtę dla kandydata Habsburgów.

### Misja w Rzeczypospolitej
W czasie pobytu w Polsce stał się bardzo popularny i zyskał duży szacunek wśród szlachty jako doskonały mówca. Pomimo że przemawiał po czesku, uważany był przez nią za współziomka ze względu na koligacje rodzinne z Jagiellonami.
W 1573 roku, ku zaskoczeniu dynastii Habsburgów, został wysunięty przez część szlachty i magnaterii jako kandydat do korony polskiej. Sprzyjali mu między innymi królewna polska, Anna Jagiellonka i wojewoda poznański, Stanisław Górka. Wilhelm z Rožemberku nie odważył się jednak zdradzić swoich mocodawców i nie podjął żadnych samodzielnych działań wbrew wytycznym dworu wiedeńskiego. Podczas elekcji promował kandydaturę arcyksięcia Ernesta Habsburga.
Podczas elekcji w 1575 roku Wilhelm z Rožemberku ponownie posłował do Rzeczypospolitej. Był odpowiedzialny za zjednywanie szlachty dla kandydatury cesarza Maksymiliana II Habsburga. Również wtedy stał się popularny i ponownie znalazł się wśród kandydatów do polskiego tronu. Popierali go Stanisław Szafraniec i Andrzej Firlej. Jego osobę na elekcji wysunął wojewoda krakowski, Piotr Zborowski. Podjęte zostały nawet rokowania między Habsburgami i Zborowskimi w kwestii ustąpienia cesarza na rzecz czeskiego szlachcica. Ostatecznie plan ten upadł z powodu podwójnej elekcji cesarza Maksymiliana II i księcia Stefana Batorego.
Za zasługi dla dynastii Habsburgów król Filip II nadał mu Order Złotego Runa. Został nim udekorowany 3 lipca 1585 roku w katedrze św. Wita w Pradze. Wilhelm z Rožemberku był czwartą osobą z Królestwa Czeskiego wyróżnioną tym odznaczeniem.
W 1586 roku Wilhelm z Rožemberku ponownie znalazł się w Rzeczypospolitej, prowadząc agitację na rzecz kandydatury arcyksięcia Maksymiliana III Habsburga. Po podwójnej elekcji w 1587 roku uczestniczył czynnie w zabiegach dyplomacji habsburskiej w celu osadzenia Maksymiliana III na tronie polskim.
Po bitwie pod Byczyną negocjował z ramienia cesarza Rudolfa II Habsburga z Janem Zamoyskim warunki pokoju w Będzinie. Był sygnatariuszem traktatu bytomsko-będzińskiego, na mocy którego arcyksiążę Maksymilian III Habsburg miał zrzec się tytułu króla polskiego.
Zmarł 31 sierpnia 1592 roku w Pradze. Pochowany został w mauzoleum w kościele św. Wita w Czeskim Krumlowie. Jego ogromny majątek odziedziczył młodszy brat, Piotr Wok z Rožemberku, który był ostatnim męskim przedstawicielem rodu.

## Mecenas kultury i sztuki
Wilhelm z Rožemberku był zafascynowany włoskim renesansem. Wspierał rozwój nauki, literatury, muzyki i architektury.
Z jego fundacji powstała wspaniała biblioteka Uniwersytetu Karola w Pradze. Dokonano również przebudowy, modernizacji i rozbudowy w duchu odrodzenia wielu czeskich posiadłości Rožemberków. Ulubioną rezydencję – Czeski Krumlow – uczynił jednym z najwspanialszych renesansowych miast środkowej Europy.
Wilhelm z Rožemberku doszukiwał się korzeni swojej rodziny w starożytnym Rzymie. Uważał się też za dalekiego krewnego rodu Orsinich. Powołując się na pokrewieństwo z tym włoskim rodem zmienił swój herb oraz według tradycji założył w fosie zamku Český Krumlov zagrodę dla niedźwiedzi, które były symbolem Orsinich.

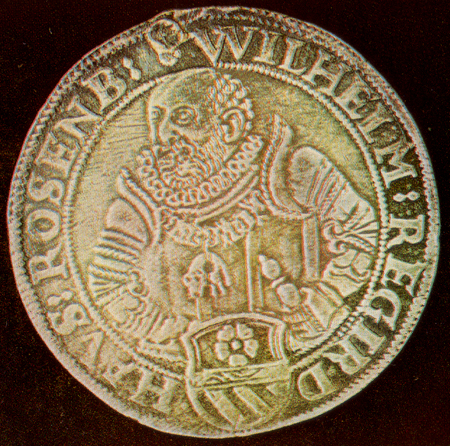
Talar Wilhelm z Rožemberku z 1587 roku

Wraz z bratem Piotrem był właścicielem Złotego Stoku. Przywilej pozwalał mu na prowadzenie mennicy. W związku z tym w latach 1582–1592 burgrabia praski bił w tym mieście własne monety.

## Życie prywatne
Wilhelm z Rožemberku żenił się czterokrotnie. Pierwszą jego żoną była księżniczka brunszwicka, Katarzyna von Braunschweig-Kalenberg. Drugą – spokrewniona z Jagiellonami Zofia von Hohenzollern. Trzecią żoną została księżniczka badeńska, Anna Maria von Baden. Czwartą żoną była czeska arystokratka, Poliksena z Pernštejnu.
Pierwsze trzy małżeństwa Wilhelma z Rožemberku pozwoliły mu na skoligacenie się z prawie wszystkimi panującymi rodami Europy. Jednak z żadnego z czterech związków nie doczekał się potomstwa.